# Astragalus douglasii
Astragalus douglasii es una especie de planta herbácea perteneciente a la familia de las leguminosas. Es originaria de Norteamérica. 

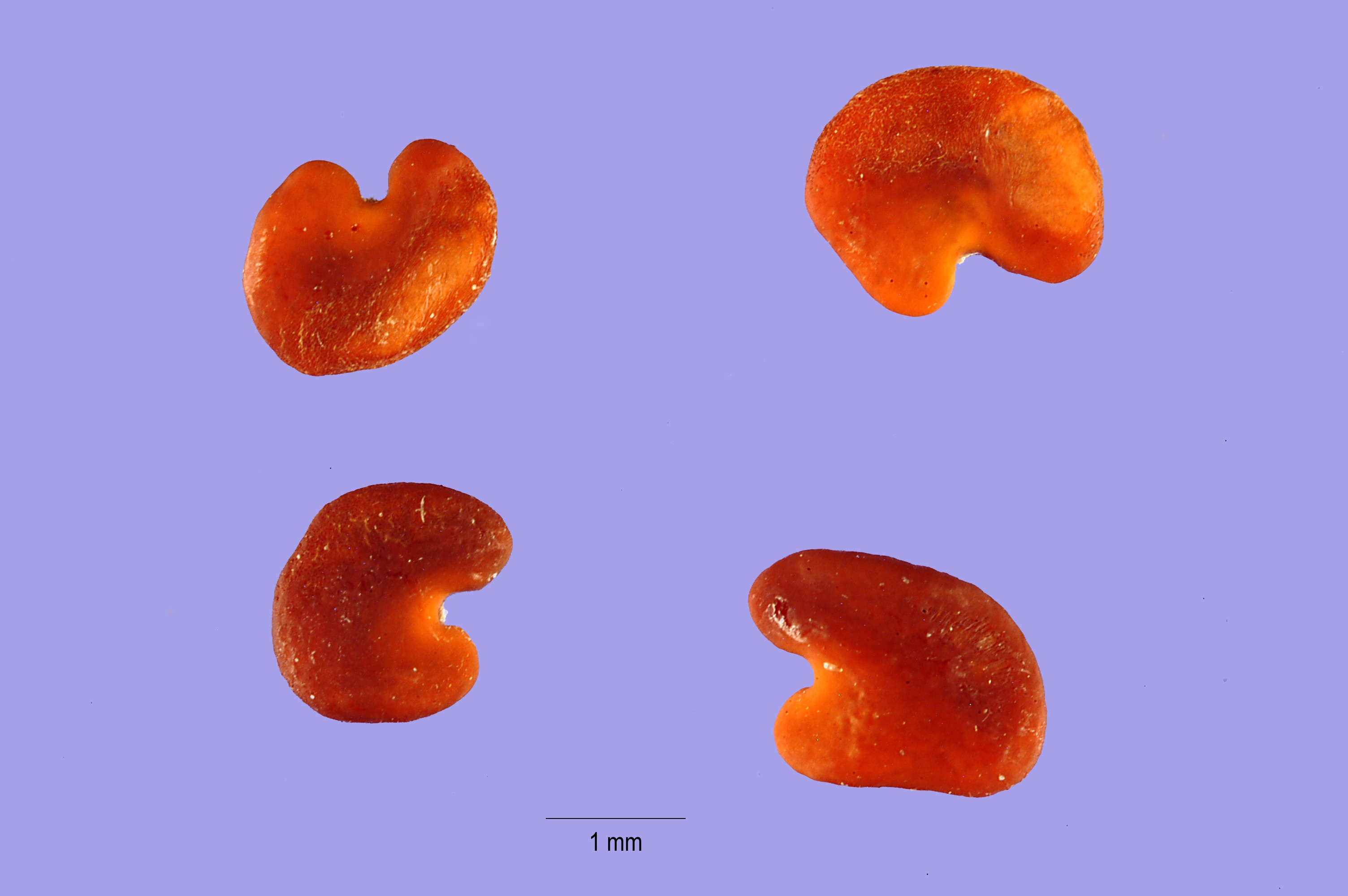
Semillas

## Descripción
Es una hierba perenne espesa que produce una serie de tallos erectos o postrados de hasta un metro de largo. Las hojas son abundantes y miden hasta 18 centímetros de largo, se componen de foliolos de forma ovalada. La abierta inflorescencia tiene capacidad para 30 blanquecinas y pálidas flores amarillas, cada una de alrededor de un centímetro de largo. El fruto es una inflada legumbre de hasta 6 centímetros de largo y 3 de ancho que se seca en una fina textura parecida al papel.

## Distribución
Es una planta herbácea perennifolia que se encuentra en Estados Unidos y México

## Taxonomía
Astragalus douglasii fue descrita por (Torr. & A.Gray) A.Gray  y publicado en Proceedings of the American Academy of Arts and Sciences 6: 215. 1864.
Etimología
Astragalus: nombre genérico derivado del griego clásico άστράγαλος y luego del Latín astrăgălus aplicado ya en la antigüedad, entre otras cosas, a algunas plantas de la familia Fabaceae, debido a la forma cúbica de sus semillas parecidas a un hueso del pie.
douglasii: epíteto latíno que significa "conjunto"
Variedades aceptadas
- Astragalus douglasii var. glaberrimus M.E.Jones
- Astragalus douglasii var. parishii (A.Gray) M.E.Jones
- Astragalus douglasii var. perstrictus (Rydb.) Munz

Sinonimia
- Astragalus douglasii var. douglasii
- Astragalus douglasii var. tejonensis (M.E.Jones) M.E.Jones
- Astragalus tejonensis M.E.Jones
- Phaca douglasii Torr. & A.Gray
- Phaca megalophysa Rydb.
- Phaca tejonensis M.E.Jones
- Phaca tejonensis (M.E.Jones) A.Heller
- Phaca vallicola Rydb.
- Tragacantha douglasii (Torr. & A.Gray) Kuntze[4][5]